# 魔女狩獵 (節目)
《魔女狩獵》為韓國JTBC於2013年推出的綜藝節目。由申東燁、成始璄、許志雄、兪世潤、Sam Hammington等人共同主持，深入探討由觀眾分享的愛情故事。

## 主持
- 申東燁, 成始璄, 許志雄 (2013年8月2日 ~ 2015年12月18日)
- 兪世潤 (2014年3月21日 ~ 2015年12月18日)
- Sam Hammington (2013年8月2日 ~ 2014年3月14日)

## 固定嘉賓
- 郭正恩（朝鲜语：곽정은）, 韓惠珍, 洪錫天 : 2013年8月2日 ~ 2015年4月10日
- 徐寅永（朝鲜语：서인영） : 2015年8月21日 ~ 2015年12月18日